# Calloway megye
Calloway megye az Amerikai Egyesült Államokban, azon belül Kentucky államban található. Megyeszékhelye és legnagyobb városa Murray. Lakosainak száma 37 103 fő (2020. április 1.). Calloway megye Marshall, Trigg, Stewart, Henry és Graves megyékkel határos.

## Népesség
A megye népességének változása:
| Lakosok száma | 37 263 | 37 482 | 37 628 | 37 657 | 38 343 | 37 103 |
|               | 2010   | 2011   | 2012   | 2013   | 2015   | 2020   |